# 1910年大西洋飓风季
1910年大西洋飓风季是1910年夏到秋季北大西洋有热带气旋形成的时期。全季的活跃程度很低，一共只形成5场风暴，其中3场达到飓风强度，1场成为大型飓风。本季起步较晚，首场风暴直到8月23日才在加勒比海形成。9月形成了两场风暴，第五号飓风在10月形成，是飓风季的最后一个热带气旋。所有风暴中只有一场没有登陆，但这场飓风对百慕大造成了一定程度影响。
本季首场风暴对陆地构成的影响很小，相比之下，第二个天气系统对德克萨斯州南部和墨西哥北部构成的破坏较为严重。第三号飓风给波多黎各带去倾盆大雨，然后又冲击了德克萨斯州和路易斯安那州海岸。第四号飓风从百慕大以东绕过，造成一定程度的财产损失。第五号飓风是全季最强烈，同时也是最具灾难性的风暴，其行进路线很不寻常，在很短的时间里两次吹袭古巴，造成上百人丧生。
除了这五场有大西洋飓风数据库收录的热带气旋外，9月中旬还有一股热带扰动从小安的列斯群岛以南洋面飘流到加拿大近海，这一期间有可能曾发展成热带气旋。但从已有纪录来看，该系统虽然风力达到烈风强度，但很可能只是温带气旋，即便一度成为热带气旋，其持续时间也很短暂。

## 风暴

### 第一号热带风暴
1910年大西洋飓风季的第一个热带气旋于8月23日在东加勒比海发展形成。系统向西北偏西方向前进，据信在此期间未出现进一步强化，然后从西南方向吹袭伊斯帕尼奥拉岛。风暴略朝西北转向并穿越古巴北部，在此过程中迅速减弱为热带低气压。8月26日，低气压经过佛罗里达半岛以东的巴哈马。接下来气旋向北面移动，于次日转变成温带气旋。由于受到北面和东侧的一片高气压区限制，风暴无法回转重返海洋上空，气旋掠过北卡罗莱纳州东海岸，最终在德玛瓦半岛以东消散。根据报道，这场风暴在8月29到30日期间给乔治亚州和南、北卡罗莱纳州带去暴雨，海上多艘船只报告遭遇强风、暴雨和恶劣的海况。

### 第二号热带风暴
8月26日，墨西哥湾中部形成了一股热带低气压。系统向西飘流数日，到8月30日时已经增强成热带风暴并略朝西南方向转向，再于此后不久达到最高强度，属弱热带风暴标准。8月31日，风暴从格兰德河河口附近上岸，并在陆上行进期间减弱。多个沿海地区收到公告，之后德克萨斯州海岸受到狂风和大浪和冲击。布朗斯维尔遭受了一定程度的财产损失。大风掀开了卡梅倫縣伊莎贝尔港多所房屋的屋顶，还摧毁了一些墨西哥居民的木屋。风暴还将渔船吹至搁浅，幸运的是没有造成人员丧生。不过，有两个小镇与布朗斯维尔之间的通讯中断。

### 圣扎卡里亚斯飓风
9月5日，背风群岛以东洋面发展出热带风暴并很快强化成本季首场飓风。系统继续向西移动穿越群岛，估计其强度达到现代萨菲尔-辛普森飓风等级下的二级飓风标准。9月6日晚，圣扎卡里亚斯飓风从波多黎各以南海域经过，圣胡安出现的风速高达每小时116公里。9月7日飓风掠过伊斯帕尼奥拉岛南海岸，并在这一过程中出现一定程度减弱，然后又转向西北，经过牙买加北部海岸。9月10日，气旋经过尤卡坦海峡，并在进入墨西哥湾的过程中再度强化。接下来，风暴向西北方向移动，于9月12日达到最高风速。两天后，飓风沿德克萨斯州海岸登陆。
这场风暴给波多黎各带去倾盆大雨，局部地区在12小时内的累计降雨量就高达330毫米。多条河流水位上涨到“前所未有”的水平，岛上的电话和电报线路受到“极大破坏”。美国国家气象局针对风暴发出大量警报，德克萨斯州和路易斯安那州海岸出现大到暴雨，还受到高涨的海潮冲击。科珀斯克里斯蒂的水位因风暴潮暴涨，达到多年来的最高水位，帕德雷岛被彻底淹没，该岛南半部的多个气压计所测气压低至965.12毫巴（百帕，28.5英寸汞柱）。

### 第四号飓风
根据大西洋飓风数据库记载，1910年大西洋飓风季的第四号飓风于9月24日在百慕大东南方向数百英里洋面形成。风暴向西北方向移动并逐渐增强，估计其最大持续风速一度达到每小时155公里。系统从百慕大以东海域绕过该岛，并在这一过程中逐渐向东北转向。9月27日，风暴转变成温带气旋并转向东进，于数日后消散。这场飓风对百慕大岛构成一定程度的财物损失，还将一艘三桅帆船刮至搁浅。

### 第五号飓风
本季最后一场风暴于10月9日在加勒比海最南端形成，然后在向西北方向移动的过程中稳步增强。气旋在古巴最西端登陆，然后增强成强劲飓风，以萨菲尔-辛普森飓风等级的现代标准衡量可以达到四级飓风强度，其移动路径形成一个密实的逆时针环，这一期间其风眼中的气压一度跌至924毫巴（百帕，27.29英寸汞柱），另据“布拉索斯号”（Brazos）汽船测量，这一气压数额更低至917.71毫巴（百帕，27.1英寸汞柱），但这一结果没有得到官方认可。气旋开始减弱并朝美国逼近，以风力时速180公里的二级飓风强度从佛罗里达州麦尔兹堡附近登岸。气旋在佛罗里达州东北部开始迂回向东北方向前进，反复在美国东南部海岸徘徊后进入大海。由于风暴的移动路线形成非常密实的逆时针环，并且当时也没有现代化的气象观测手段，因此初步报告中认为这场飓风实际上是两场气旋，在非常短的时间里先后吹袭古巴。系统路径经过反复讨论，最终确认这只是一场飓风。此外，对风暴的观测和分析也非常有利于人类了解路径类似的天气系统。
风暴给古巴造成严重破坏，是有纪录以来对该国造成影响最为恶劣的热带气旋之一，数以千计的农民因此无家可归。佛罗里达州从坦帕到杰克逊维尔之间及其南面地区普遍遭受了财物损失。狂风掀开民房的屋顶，还将部分建筑物扯离地基。风暴期间，麦尔兹堡的气压跌至954.96毫巴（百帕，28.2英寸汞柱）。虽然缺乏经济损失总额的统计数据，但估计哈瓦那的损失就超过100万美元（1910年美元，相当于2025年的3270萬美元），佛罗里达礁岛群也有25万美元（1910年美元，相当于2025年的818萬美元），单古巴就有至少100人因风暴丧生。

## 解释说明
1. ↑  损失数额和死亡人数基本上都是由第五号飓风导致，另外4场风暴的影响都很小，因此第五号飓风造成的经济损失和人员伤亡很可能就代表本飓风季的相应数字。不同来源中第五号飓风造成的遇难人数有很大程度不同，但至少都有100人。
2. ↑  大型飓风指最大持续风速可以在萨菲尔-辛普森飓风等级中达到三级或以上的风暴[1]。
3. ↑  风暴潮指平均潮汐高度和风暴产生潮汐高度之间的差距[1]。